# Arbour Zena
Arbour Zena från 1976 är ett album med musik av Keith Jarrett . Albumet är inspelat i oktober 1975 i Tonstudio Bauer i Ludwigsburg, Västtyskland.

## Låtlista
All musik är skriven av Keith Jarrett.
1. Runes – 15:24
2. Solara March – 9:48
3. Mirrors – 27:47

## Medverkande
- Keith Jarrett – piano
- Jan Garbarek – tenor- & sopransaxofon
- Charlie Haden – bas
- Stråkar ur Radio-Sinfonieorchester Stuttgart under ledning av Mladen Gutesha